# نقشه جهان

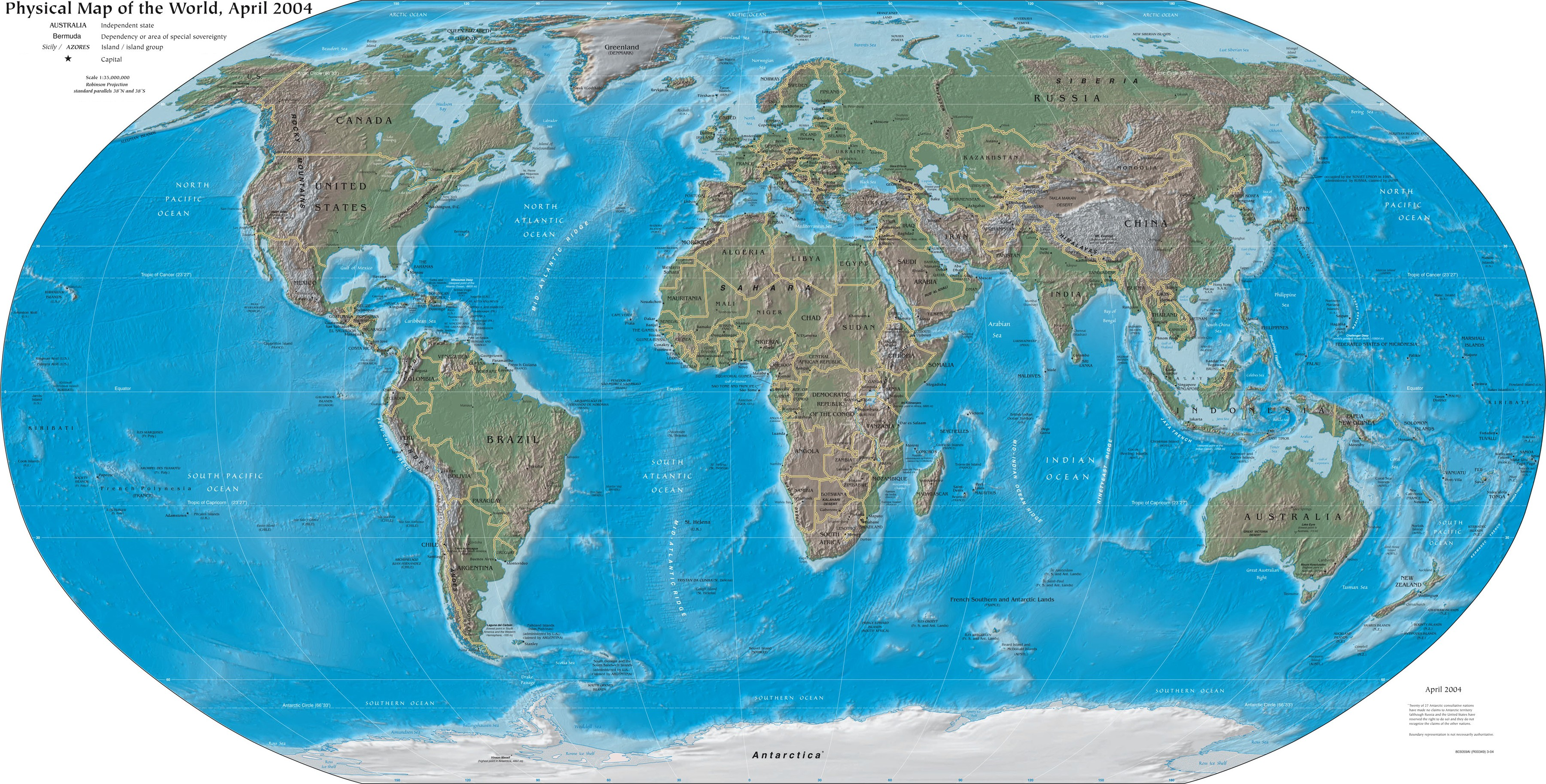
نقشه فیزیکی جهان

نقشهٔ جهان، نقشه‌ای از سطح کرهٔ زمین است که با بهره از یکی از روش‌های نقشه‌کشی ساخته شده‌است. بیشتر نقشه‌های جهان سیاسی یا فیزیکی (طبیعی) هستند. مهم‌ترین هدف یک نقشهٔ سیاسی نشان دادن مرزهای سیاسی و سرزمینی می‌باشد. هدف یک نقشهٔ فیزیکی نشان دادن ویژگی‌های گیتاشناسی همچون کوه‌ها، نوع خاک یا زمین است. نقشه‌های زمین‌شناسی علاوه بر نشان دادن سطح فیزیکی، ویژگی‌های لایه‌های زیرین سنگ‌ها، خطوط گسل، و ساختارهای زیرلایه را نیز نشان می‌دهند.

## نقشه پیری رئیس

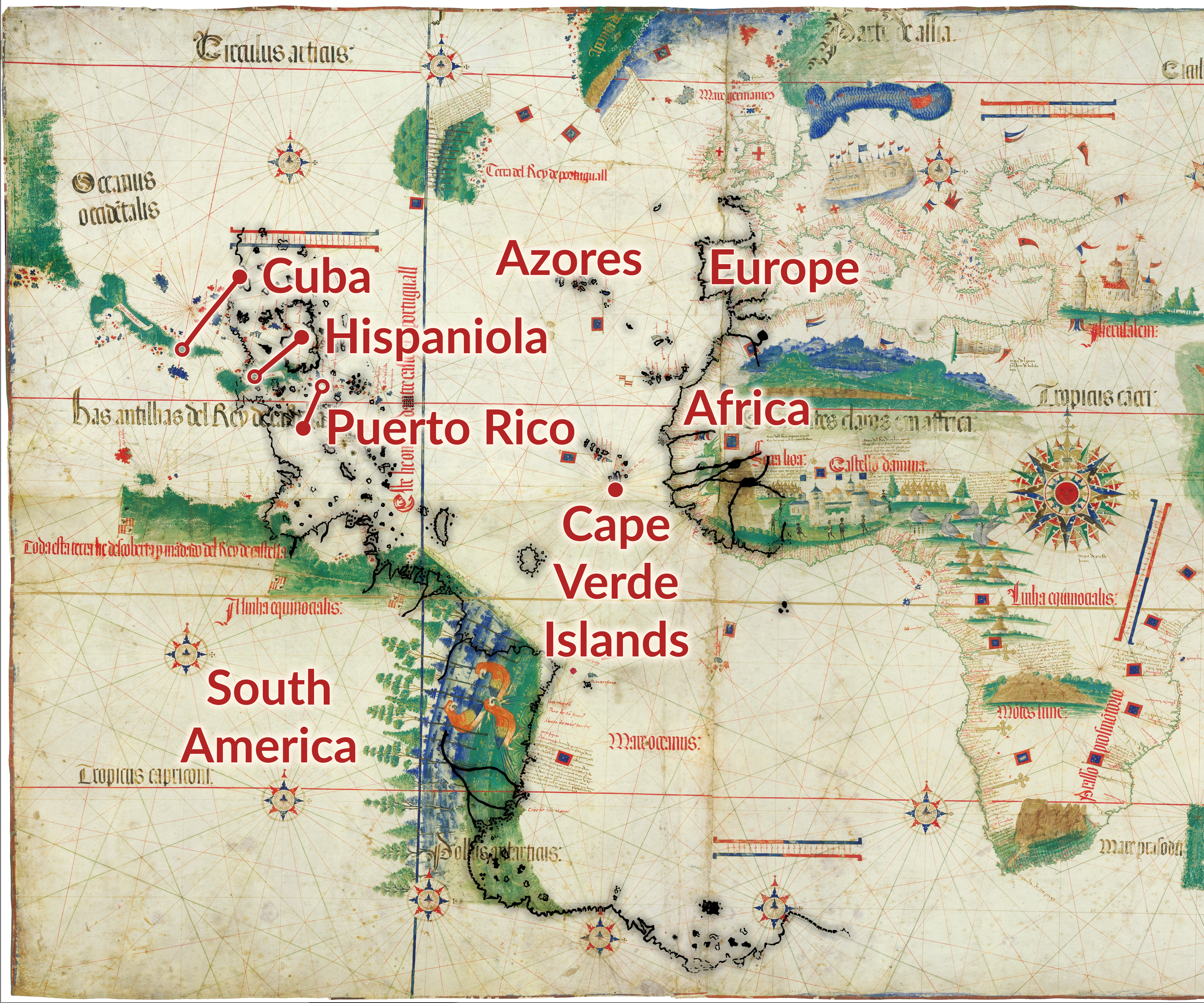

نقشه پیری رئیس در سال ۱۹۲۹ (میلادی) به وسیله گروهی از تاریخ شناسان در کاخ سلطنتی استانبول کشف شد. این نقشه توسط ناخدا پیری رئیس از مشهورترین کشتیران‌های ترکیه رسم شده‌است. جزایر، دره‌ها، رودها و خلیج‌های ساحل قطب جنوب را هم نشان می‌دهد. نقشه پیری رئیس بر روی پوست یک غزال کشیده شده‌است و تاریخ آن به سال ۱۵۱۳ (میلادی) برمی‌گردد.

## نقشه جهان سال ۱۶۸۹

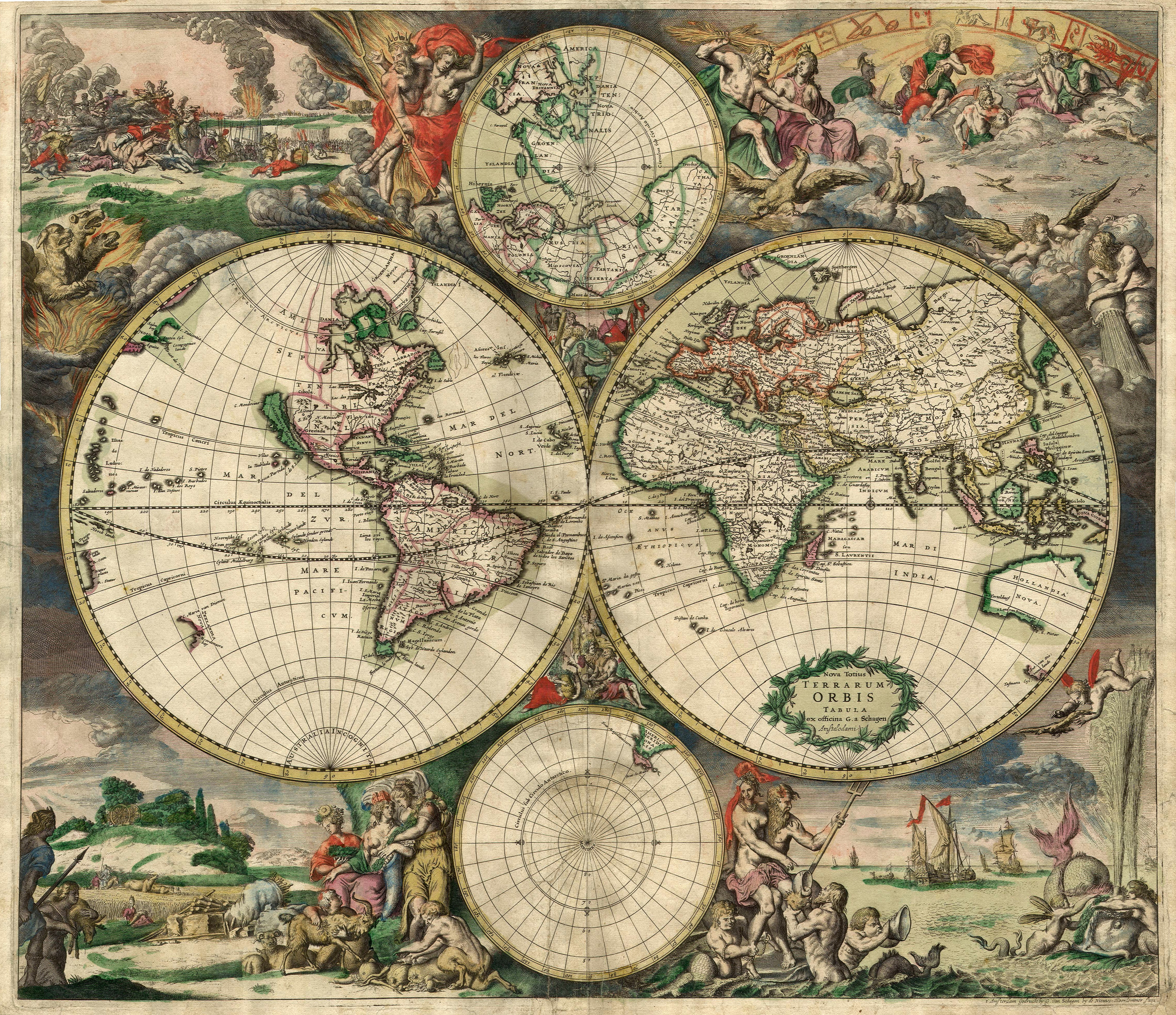
نقشه ۱۶۸۹، این نقشه از به هم پیوستن شش نقشه جدا و همچنین اسکن دقیق تهیه شده‌است.

خرارد فان اسخاخن (Gerard van Schagen) نقشه‌نگار هلندی در سال ۱۶۸۹ (میلادی) در آمستردام نقشه‌ای از جهان ترسیم کرد. این نقشه به سبک کنده‌کاری با فلز مس و رنگ‌کاری دستی تزئین شده‌است.

## مپا موندی

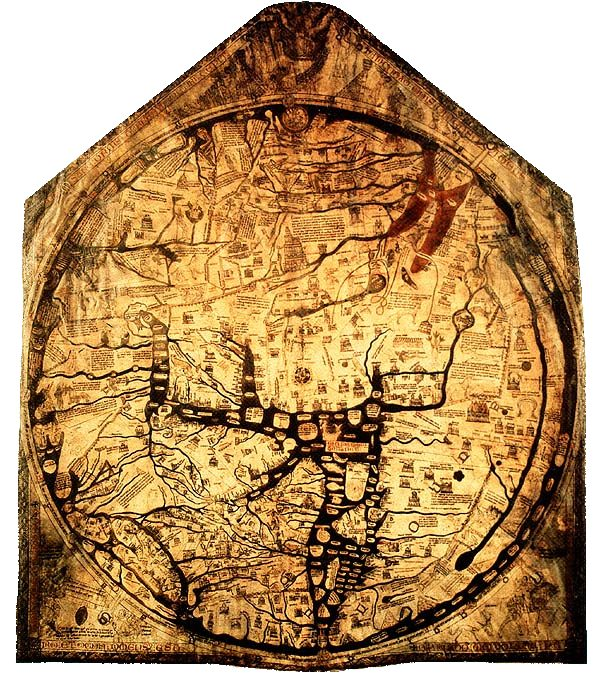
مپا موندی

مپا موندی نقشه‌ای از جهان است که در قرون وسطی (اواخر قرن سیزدهم میلادی) ترسیم شده‌است. این نقشه در کلیسای هرفورد انگلستان نگهداری می‌شود.

## نگارخانه

نقشه جهان به زبان ژاپنی متعلق به ۱۶۰۲ میلادی
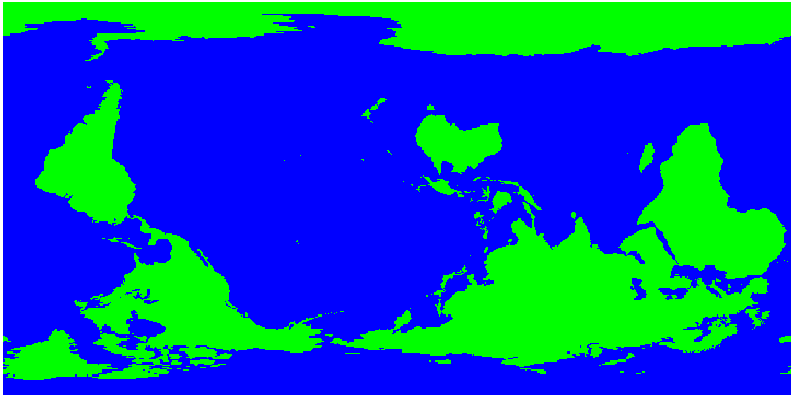
یک نقشهٔ وارونه از جهان که سنت پنداشتن شمال برای بالا را به چالش می‌کشد.
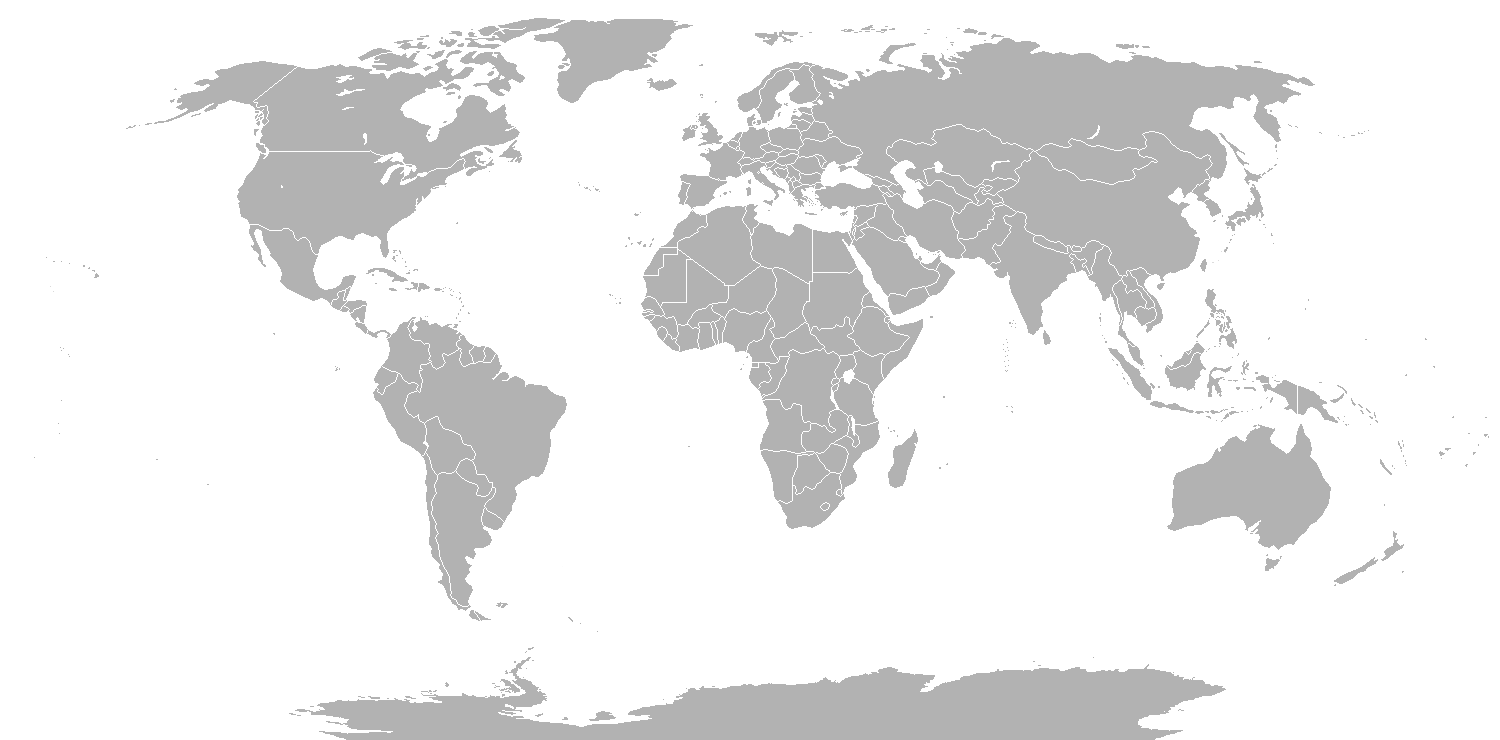
نقشهٔ سیاسی بدون نوشته از جهان
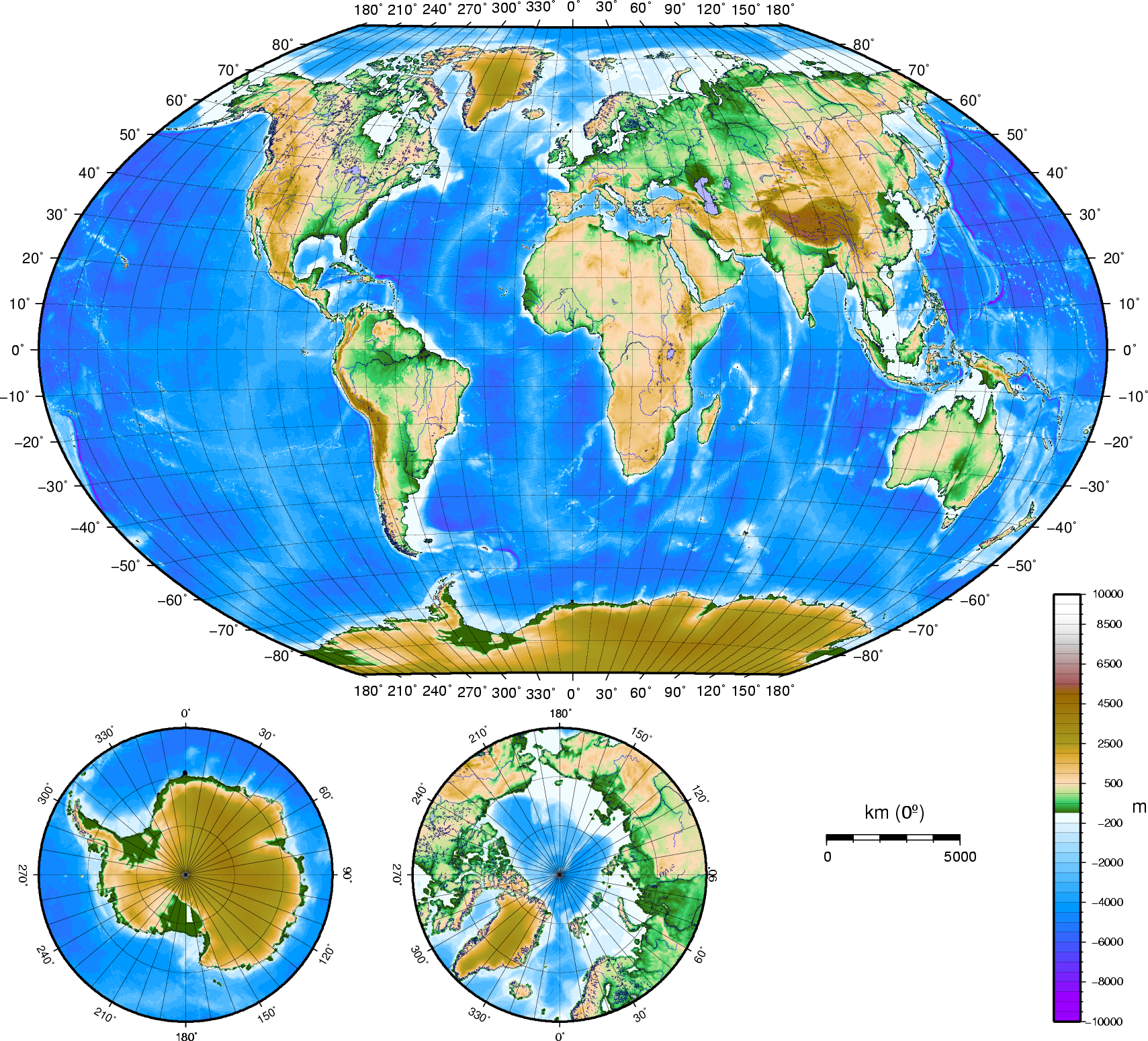
نقشه‌ای از جهان برای نقشه‌برداری با مشخص کردن هر ارتفاع با رنگی ویژه
نقشهٔ بلندی‌های جهان